# 良比里區

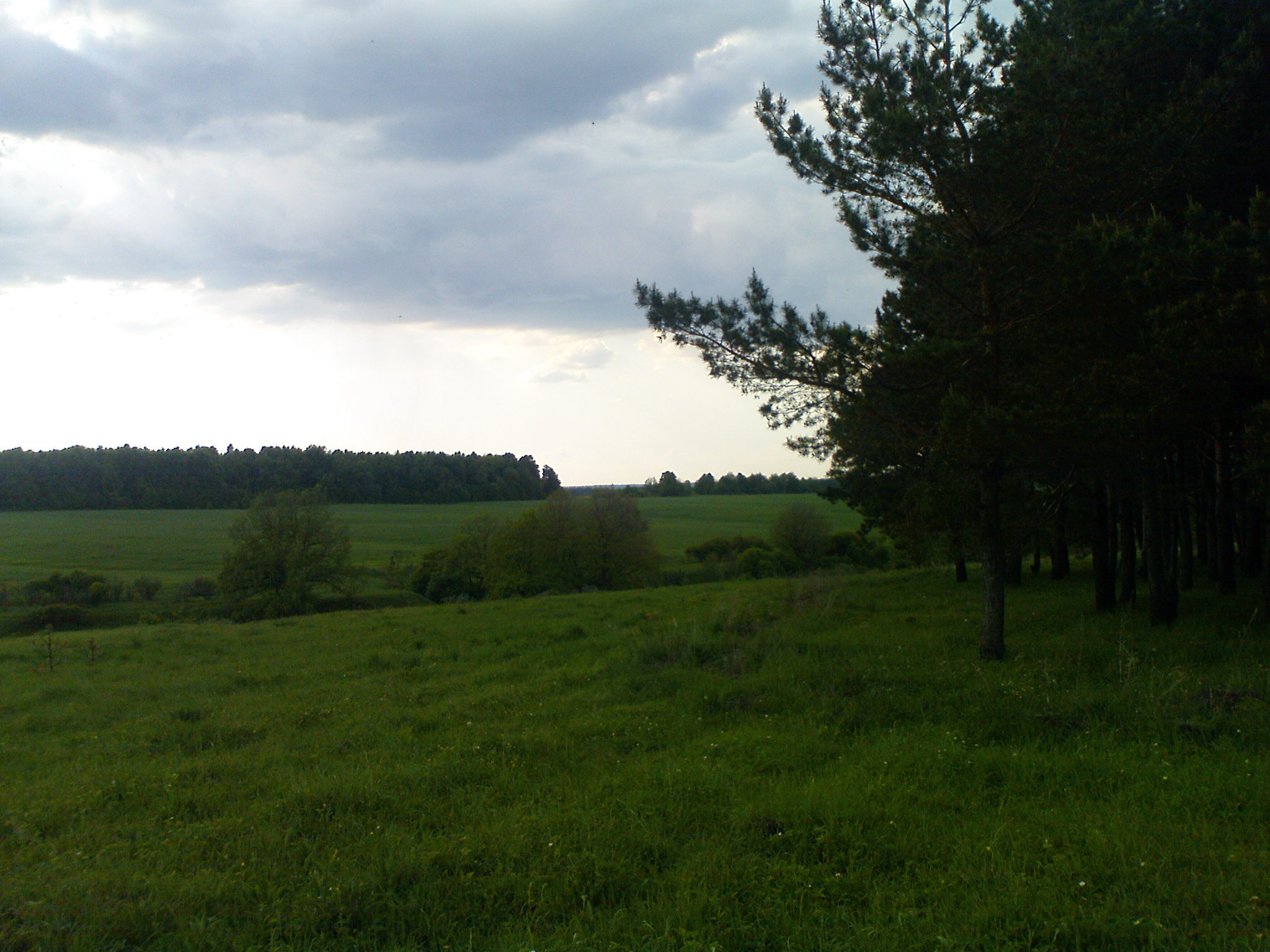

54°17′N 45°08′E / 54.283°N 45.133°E
良比里區（俄语：Лямбирский район），是俄羅斯的一個區，位於該國西部，由莫爾多維亞共和國負責管轄，面積852平方公里，2010年人口34,142，人口密度每平方公里40.07人。